# لوزت (اسم)
لوزت هو اسم علم مؤنث من أصل عربي، ومعناه هو رافي من رف، والثياب.

## وصلات خارجية
- موسوعة السلطان قابوس لأسماء العرب نسخة محفوظة 5 أبريل 2019 على موقع واي باك مشين.